# Avenida 18 de Julio
Avenida 18 de Julio (pl.: Aleja 18 Lipca) – najważniejsza ulica w Montevideo, stolicy Urugwaju. Nazwana cześć 18 lipca 1830 roku, kiedy została uchwalona pierwsza konstytucja Urugwaju. Zaczyna się w barrio Ciudad Vieja (Stare Miasto), przechodzi przez Centro i Cordón i kończy w Tres Cruces.

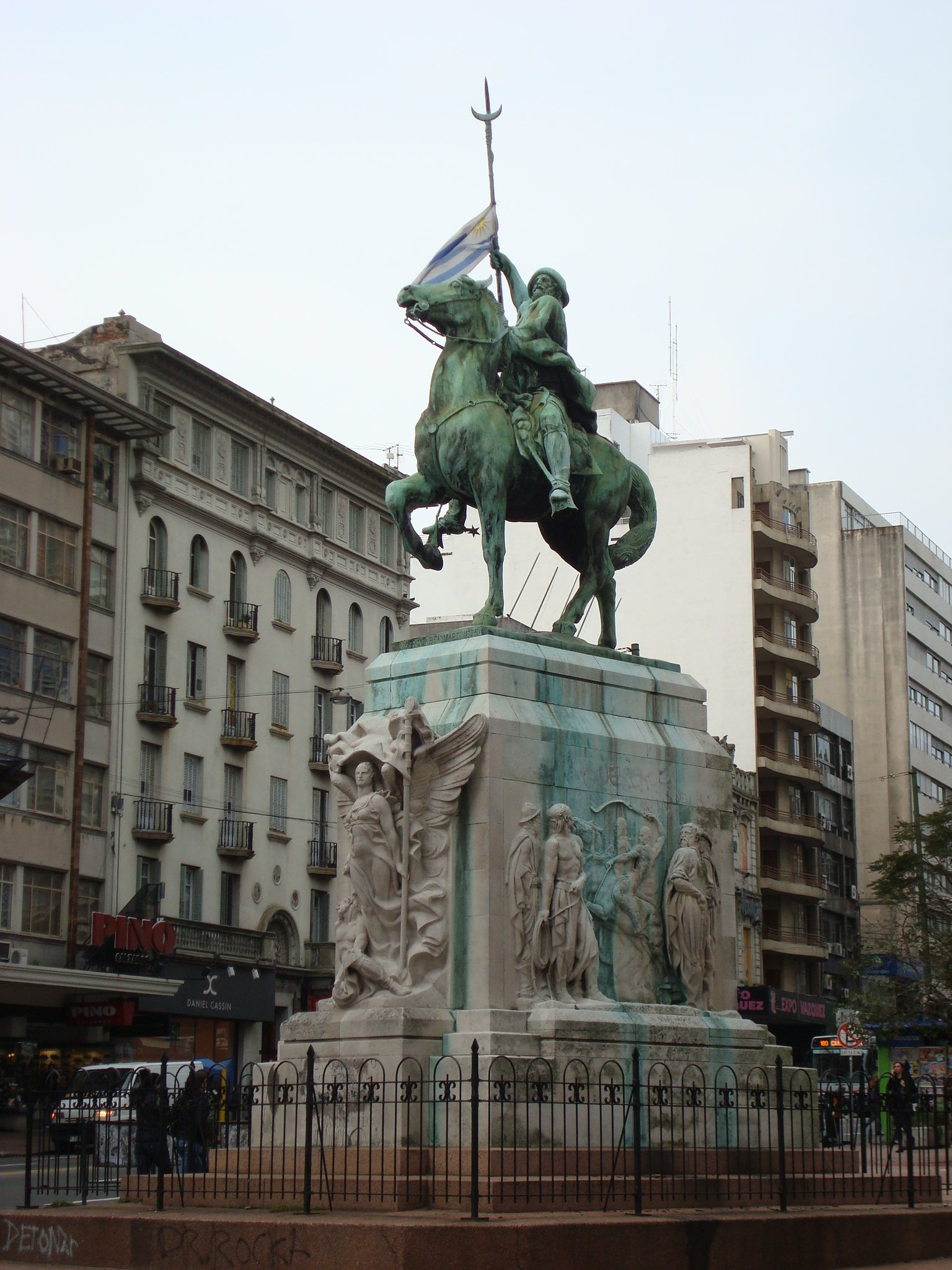
Pomnik José Luis Zorrilla de San Martin przy alei

Avenida 18 de Julio bierze początek na Plaza Independecia (Plac Niepodległości) przy Palacio Salvo, skąd kieruje się na zachód, mijając Plaza del Entrevero i Plaza Cagancha, do ratusza miejskiego Palacio Municipal. Dalej odbija lekko na północ i przechodzi obok Plaza de los Bomberos oraz budynków Uniwersytetu Republiki, dochodząc do Bulevar Artigas i kończąc się pod Obeliskiem Montevideo. Tuż przed końcem odgałęzia się od niej w kierunku północno-wschodnim Avenida 8 de Octubre.